# Guerre civile colombienne (1885)
Pour les articles homonymes, voir Guerre civile colombienne.
La guerre civile colombienne de 1885 est une guerre civile qui s'est déroulé aux États-Unis de Colombie (actuels pays de Colombie et de Panamá) en 1885. Elle est la manifestation des intérêts du parti libéral colombien qui n'approuve pas la politique centraliste de Regeneración menée par le président Rafael Núñez, libéral modéré ayant l'appui du parti conservateur.

## Origine du conflit
Les libéraux radicaux dirigeant l'État souverain de Santander s'opposent à la politique centraliste du président Nuñez et son projet de Regeneración. Ce désaccord se transforme en une déclaration de guerre, rapidement suivi par les États souverains aux dirigeants libéraux. Les États conservateurs prennent aussitôt la défense de Nuñez.

## Déroulement
En janvier 1885, sept États s'insurgent. Leurs forces occupent l'embouchure du río Magdalena et les ports de Barranquilla, Panama, Colón et Buenaventura. Núñez, avec l'appui des États-Unis d'Amérique, entre en campagne afin de rétablir l'ordre. C'est dans ce contexte que le libéral  Jose Domingo Restrepo Uribe prit le commandement d'une partie de l’armée rebelle à Honda . Elle était composée  300 hommes mal armés et disposait d’un canon sur un train blindé et d’un autre sur une colline.  Le 16 janvier, des renforts venus de  Tolima et d’ailleurs, sous les ordres des Commandants Caicedo et Chaves, arrivèrent à Honda. Ils furent accueillis comme des frères par le général Restrepo qui  leur ouvrit sa propre maison et leur offrit du pain en digne héritier de la noble chevalerie. Après plusieurs combats entre les belligérants, le Général  Juan Nepomuceno Mateus arriva à la tête de 3 000 hommes de la Garde Nationale et encercla Honda. Les hostilités débutèrent le 31 janvier. Après trois jours de combats, Honda tomba aux mains du Général Mateus qui fut de nouveau attaqué le 5 février par une contre-attaque de l’armée rebelle. À l’issue des  combats, on dénombra  20 rebelles  tués dont  les généraux  Adolfo Amador et  Vergara.  José Domingo Restrepo fut fait prisonnier avec plus de 50 de ses compagnons d’armes. Le 8 février 1885, les prisonniers devaient être transférés par la Division du général Castaneda vers Bogota, à l'exception de José Domingo Restrepo qui était malade. Il profita de cette occasion pour s’enfuir avec le Général Coriolan Amador.  Ils arrivèrent à Barranquilla le 12 mars 1885. Amador  partit pour New-York et Restrepo pour la Jamaïque.
Le 17 juin 1885 se livre la bataille de la Humareda qui, bien que gagnée par les libéraux radicaux, voit la mort de plusieurs de leurs principaux dirigeants. 
Les libéraux insurgés finissent par se rendre en novembre 1885.

## Conséquences
Le triomphe des forces gouvernementales sert de prétexte au président Nuñez pour annoncer la fin de la validité de la constitution de 1863, inspirée par le radicalisme libéral. Il lance une profonde réforme constitutionnelle qui se conclut par l'adoption d'une nouvelle constitution en 1886.